# Copernicus (cráter)
Copernicus es un cráter de impacto lunar que lleva el nombre del astrónomo Nicolás Copérnico, situado en el este del Oceanus Procellarum. Pertenece al tipo de cráteres que se formaron durante el Período Copernicano con un prominente sistema de marcas radiales.
|  |

## Características

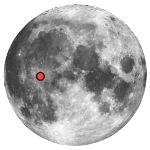
Localización de Copernicus

Copernicus es visible usando binoculares. Está ubicado ligeramente al noroeste del centro del hemisferio de la Luna visible desde la Tierra. Al sur del cráter aparece el Mare Insularum, y al sursudoeste se sitúa el cráter Reinhold. Al norte de  Copernicus se ubican los Montes Carpatus, que se encuentran en el extremo sur del Mare Imbrium. Al oeste de  Copernicus se halla un grupo de colinas lunares dispersas. Debido a su relativa juventud, el cráter se ha mantenido relativamente intacto desde que se formó.
El borde circular tiene una forma aparentemente hexagonal, con una pared interior aterrazada de 30 km de ancho, y rampas en pendiente que descienden casi un kilómetro hasta alcanzar el mar lunar circundante. Hay tres niveles de terrazas visibles distintos, presentando deslizamientos de tierras en forma de arco debidos a la caída de la pared interior del cráter.
Lo más probable es que, debido a su reciente formación, el suelo del cráter no haya sido inundado por flujos de lava. El terreno a lo largo de la parte inferior es montañoso en la mitad sur, mientras que el norte es relativamente suave. Los picos centrales están formados por tres cimas montañosas aisladas que se elevan hasta 1.2 km sobre el suelo circundante. Estos picos están separados entre sí por valles, y forman una línea de escarpes a lo largo de un eje este-oeste. Las observaciones infrarrojas de estos picos durante la década de 1980 determinaron que estaban compuestos principalmente de silicatos en forma de olivino máfico.

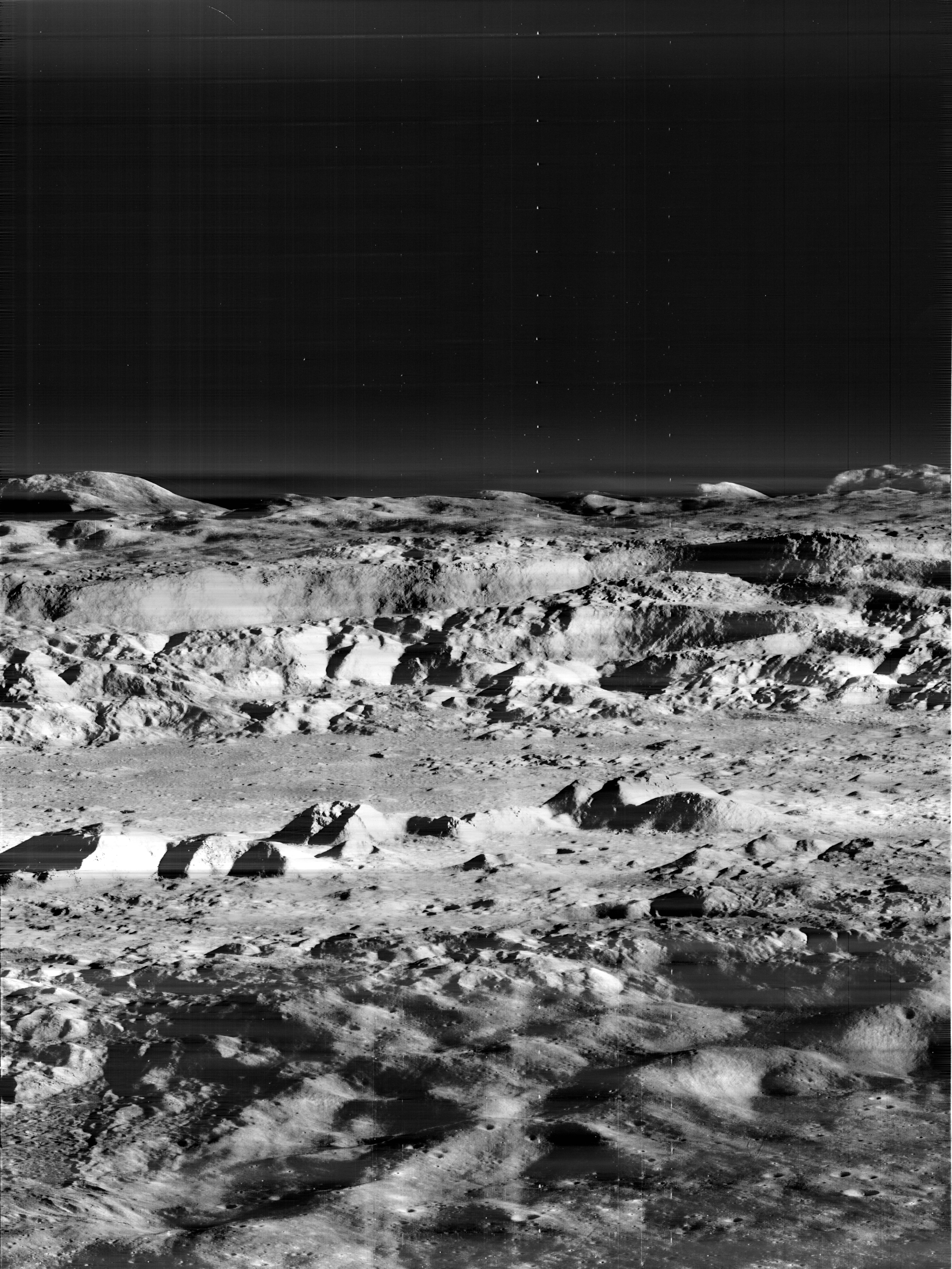
"Picture of the Century" (Fotografía del Siglo)– vista oblicua del interior de Copernicus desde el Lunar Orbiter 2, que orbitó la luna entre 1966 y 1967. (Foto NASA)

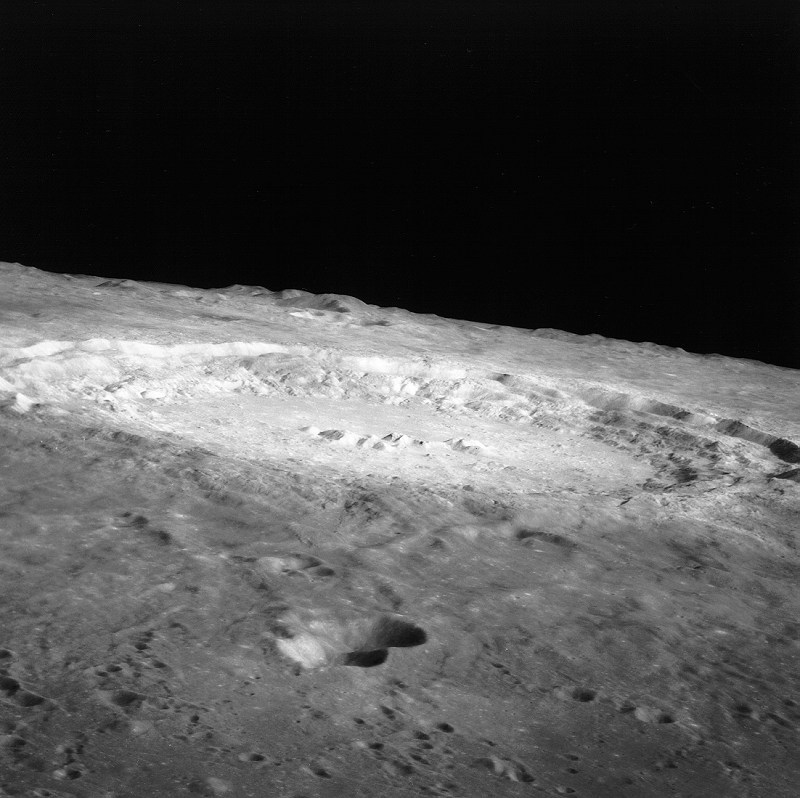
Fotografía de la misión Apolo 12

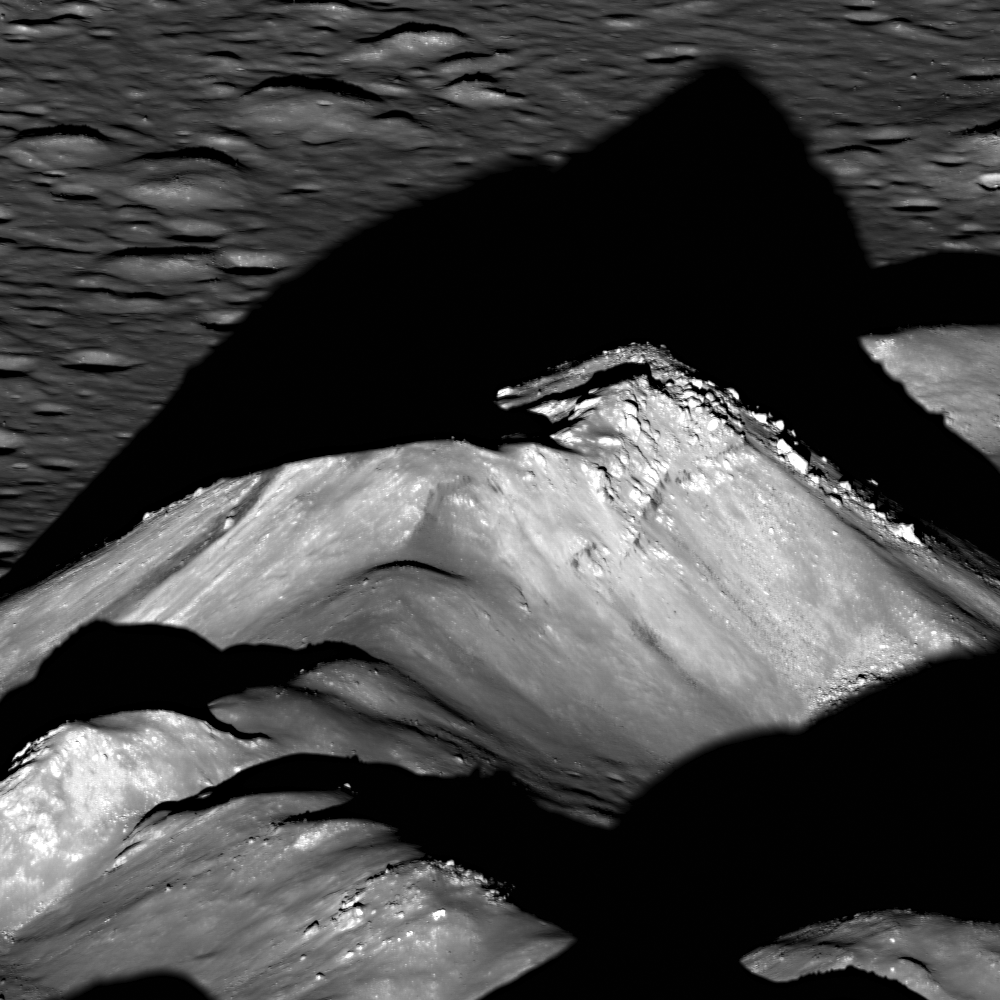
Fotografía de la misión Lunar Reconnaissance Orbiter

Sobre la base de imágenes de alta resolución del Lunar Orbiter 5, Terry W. Offield (miembro del U.S. Geological Survey) describió el cráter, que tiene:

...un cerco del cráter montuoso, numerosos grandes bloques de asentamiento en la pared del cráter, y un complejo de picos centrales. Juegos de fracturas paralelas, alineadas con la trama de la estructura lunar, formados después de que la pared del cráter tomara su forma actual, pero antes de que se emplazaron los materiales del fondo más nivelados. Los materiales del suelo liso muestran un patrón de remolinos de grietas como las observadas en los flujos terrestres de lava. Estos materiales se asocian con numerosas colinas que tienen cráteres en la cumbre y que probablemente son pequeños volcanes. Varios lugares bajos del contorno y del brocal están parcialmente invadidos por lo que parece ser material volcánico confinado, o restos del impacto posiblemente licuados.

El sistema de marcas radiales del cráter se extendió hasta 800 kilómetros a través de los maria circundantes, invadiendo los sistemas de rayos de los cráteres Aristarco y Kepler. Son menos claros que los rayos largos y lineales que se extienden desde el cráter Tycho, formando un patrón nebuloso con marcas en forma de pluma. En varios lugares los rayos se encuentran en ángulos enfrentados, en lugar de formar una verdadera dispersión radial. También se puede observar un modelo extensivo de cráteres secundarios más pequeños que rodean Copernicus, un detalle que fue representado en un mapa Giovanni Cassini de 1680. Algunos de estos cráteres secundarios forman cadenas sinuosas en el material eyectado.
En 1966, el cráter fue fotografiado desde un ángulo oblicuo por el Lunar Orbiter 2 como parte de una de las 12 imágenes de "mantenimiento" que se tomaron para hacer avanzar el rollo de película entre los posibles lugares analizados para el aterrizaje de los astronautas. En su momento, esta imagen detallada de la superficie lunar fue denominada por el científico de la NASA Martin Swetnick (posteriormente, citada por la revista Time con el mismo calificativo) como "una de las grandes fotografías del siglo".
La misión Apolo 12 aterrizó al sur de Copernicus sobre el lecho de basalto del Oceanus Procellarum, en una zona que se creía que había estado en la trayectoria de uno de los rayos del cráter. Los científicos esperaban que la exposición de las muestras del suelo a los rayos cósmicos ayudaría a determinar la edad del cráter, y aunque los resultados no fueron concluyentes, resultó una edad estimada de unos 800 millones de años para la formación del cráter. El propio Copernicus era un posible lugar de alunizaje para la cancelada misión Apolo 20.
|  |

## Denominaciones
Copernicus lleva el nombre del astrónomo Nicolás Copérnico. Como muchos de los cráteres en la cara visible de la Luna, la denominación se debe a Giovanni Riccioli, cuya nomenclatura del sistema de accidentes geográficos lunares compilada en 1651 se ha convertido en una referencia estándar. Riccioli asignó a Copernicus un cráter prominente, a pesar del hecho de que como jesuita italiano, se amoldó a la doctrina de la iglesia consistente en oponerse públicamente al sistema heliocéntrico de Copérnico. Riccioli justificaba el nombre señalando que había arrojado simbólicamente todos los astrónomos heliocentristas al "Océano de las Tormentas". Sin embargo, el historiador de la astronomía Ewan Whitaker sospecha que la preeminencia del cráter  Copernicus es una señal de que Riccioli apoyaba en secreto el sistema heliocéntrico, y se aseguró de que Nicolás Copérnico recibiese una herencia digna de cara a las generaciones futuras.
Los primeros cartógrafos lunares frecuentemente daban nombres distintos a algunos elementos coincidentes. Por ejemplo, Pierre Gassendi nombró al cráter Copernicus Carthusia en su mapa de 1645, como una referencia a los montes de Chartreuse; Michael van Langren lo denominó "Phillipi IV" en honor del rey Felipe IV de España; y Johannes Hevelius lo bautizó Etna M. en referencia al Monte Etna.
Más tarde, el cráter fue apodado "el Monarca de la Luna" por el cartógrafo lunar Thomas Gwyn Elger.

## Cráteres satélite
Por convención estos elementos son identificados en los mapas lunares poniendo la letra en el lado del punto medio del cráter que está más cerca de Copernicus.
|            | \| Copernicus \| Coordenadas \| Diámetro \| \| ---------- \| ------------------------------- \| -------- \| \| A \| 9°31′N 18°54′O / 9.52, -18.90 \| 3 km \| \| B \| 7°30′N 22°23′O / 7.50, -22.39 \| 8 km \| \| C \| 7°07′N 15°26′O / 7.12, -15.44 \| 6 km \| \| D \| 12°12′N 24°48′O / 12.20, -24.80 \| 5 km \| \| E \| 6°24′N 22°42′O / 6.40, -22.70 \| 4 km \| \| F \| 5°53′N 22°14′O / 5.89, -22.24 \| 3 km \| \| G \| 5°55′N 21°31′O / 5.92, -21.51 \| 4 km \| \| H \| 6°53′N 18°17′O / 6.89, -18.29 \| 4 km \| \| J \| 10°08′N 23°56′O / 10.13, -23.94 \| 6 km \| \| L \| 13°29′N 17°05′O / 13.48, -17.08 \| 4 km \| \| N \| 6°55′N 23°19′O / 6.91, -23.31 \| 6 km \| \| P \| 10°07′N 16°04′O / 10.11, -16.06 \| 4 km \| \| R \| 8°04′N 16°50′O / 8.06, -16.84 \| 4 km \| |          |
| Copernicus | Coordenadas | Diámetro |
| A          | 9°31′N 18°54′O / 9.52, -18.90 | 3 km     |
| B          | 7°30′N 22°23′O / 7.50, -22.39 | 8 km     |
| C          | 7°07′N 15°26′O / 7.12, -15.44 | 6 km     |
| D          | 12°12′N 24°48′O / 12.20, -24.80 | 5 km     |
| E          | 6°24′N 22°42′O / 6.40, -22.70 | 4 km     |
| F          | 5°53′N 22°14′O / 5.89, -22.24 | 3 km     |
| G          | 5°55′N 21°31′O / 5.92, -21.51 | 4 km     |
| H          | 6°53′N 18°17′O / 6.89, -18.29 | 4 km     |
| J          | 10°08′N 23°56′O / 10.13, -23.94 | 6 km     |
| L          | 13°29′N 17°05′O / 13.48, -17.08 | 4 km     |
| N          | 6°55′N 23°19′O / 6.91, -23.31 | 6 km     |
| P          | 10°07′N 16°04′O / 10.11, -16.06 | 4 km     |
| R          | 8°04′N 16°50′O / 8.06, -16.84 | 4 km     |

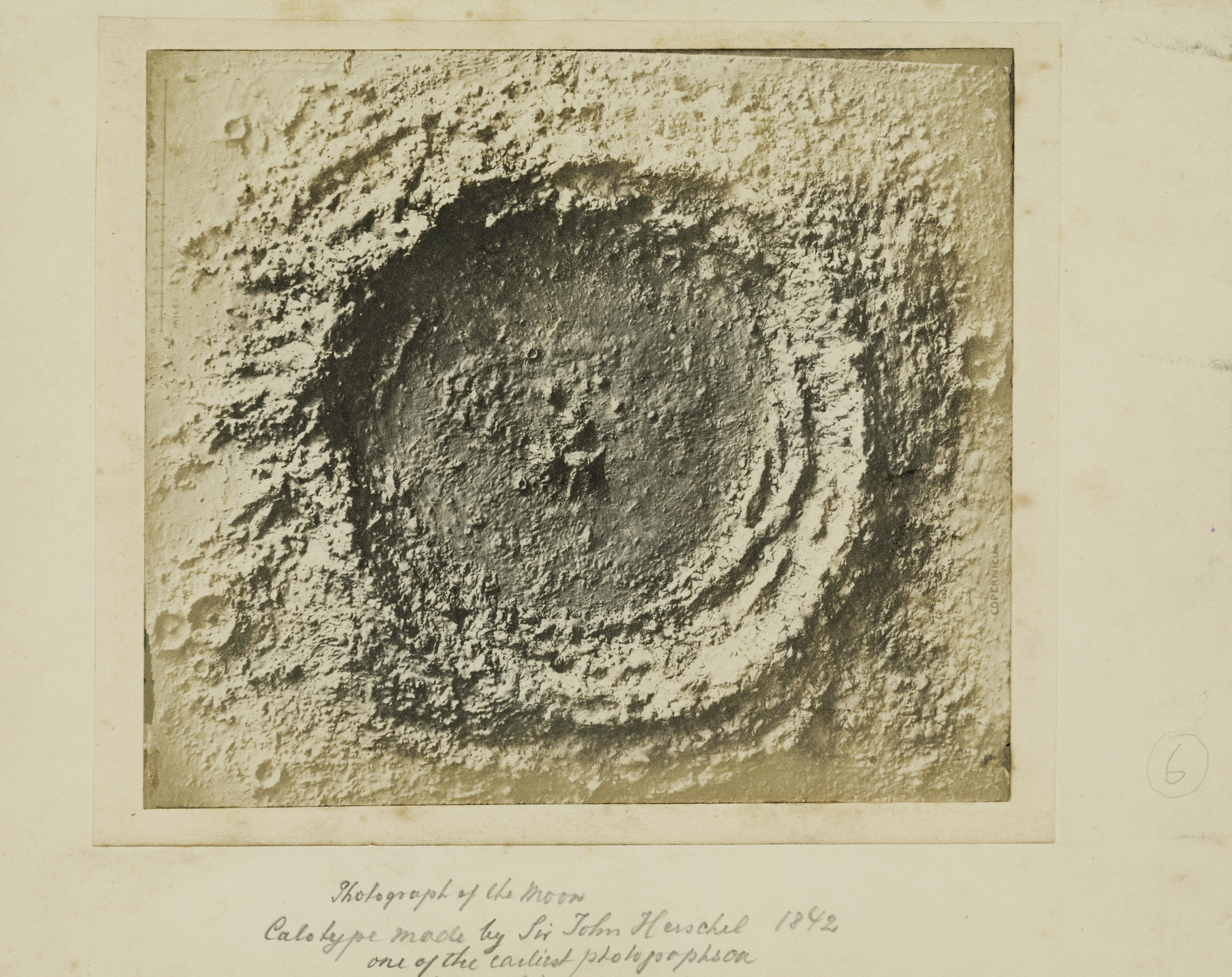
Calotipo de un modelo de Copernicus realizado por Sir John Herschel, 1842

Copernicus H, un típico cráter de "halo oscuro", fue un objetivo de observación de la nave Lunar Orbiter 5 en 1967. Estos cráteres se cree que son de origen volcánico y no el resultado de impactos. Las imágenes tomadas en órbita mostraron que el cráter tenía bloques de material expulsado al igual que otros cráteres de tamaño similar, lo que indica un origen de impacto. El halo es el resultado de la exposición del material basáltico más oscuro de las capas profundas del mar lunar al ser expulsada la capa superficial por el impacto.
|  |  |